# Liste der Mitglieder der American Academy of Arts and Sciences/1955
Im Jahr 1955 wählte die American Academy of Arts and Sciences 72 Personen zu ihren Mitgliedern.

## Neu gewählte Mitglieder
- Dean Gooderham Acheson (1893–1971)
- Raymond DeLacy Adams (1911–2008)
- Gladys Amelia Anslow (1892–1969)
- James Murdoch Austin (1915–2000)
- Henry Knowles Beecher (1904–1976)
- Samuel Hutchison Beer (1911–2009)
- John Howard Benson (1901–1956)
- Alfred Blalock (1899–1964)
- Konrad Emil Bloch (1912–2000)
- Elkan Rogers Blout (1919–2006)
- Marie Boas (1919–2009)
- Arthur Frank Burns (1904–1987)
- David Farquhar Cavers (1902–1988)
- Bruce Chalmers (1907–1990)
- Gordon Keith Chalmers (1904–1956)
- Britton Chance (1913–2010)
- Gerald Maurice Clemence (1908–1974)
- Archibald Cox (1912–2004)
- Gardner Cox (1906–1988)
- Daniel Charles Drucker (1918–2001)
- Cora Alice Du Bois (1903–1991)
- Francis Dvornik (1893–1975)
- Rupert Emerson (1899–1979)
- Paul Peter Ewald (1888–1985)
- Dana Lyda Farnsworth (1905–1986)
- Don Wayne Fawcett (1917–2009)
- Francis Lee Friedman (1918–1962)
- Hilda Geiringer (1893–1973)
- Ralph Waldo Gerard (1900–1974)
- Ernst Adolph Guillemin (1898–1970)
- John Peter Hagen (1908–1990)
- George Nikolaus Halm (1901–1984)
- Philip Hofer (1898–1984)
- William White Howells (1908–2005)
- David Newton Hume (1917–1998)
- Kenkichi Iwasawa (1917–1998)
- R. Clark Jones (1916–2004)
- Joseph Kaye (1912–1961)
- John Fitzgerald Kennedy (1917–1963)
- Valdimer Orlando Key (1908–1963)
- Edward Chase Kirkland (1894–1975)
- Paul Oskar Kristeller (1905–1999)
- Bernhard Kummel (1919–1980)
- Simon Smith Kuznets (1901–1985)
- Wilfred Stanley Lake (1902–1980)
- Roy Edward Larsen (1899–1979)
- Bernard Lovell (1913–2012)
- Herman Paul Meissner (1907–1990)
- Henry Spencer Moore (1898–1986)
- Leonard Kollender Nash (1918–2013)
- Marjorie Hope Nicolson (1894–1981)
- Carl George Niemann (1908–1964)
- Richard Scott Perkin (1906–1969)
- Lucy Weston Pickett (1904–1997)
- John Robert Raper (1911–1974)
- David Riesman (1909–2002)
- Lockhart Burgess Rogers (1917–1992)
- Walter Alter Rosenblith (1913–2002)
- Benjamin Rowland (1904–1972)
- John Axel Mauritz Runnstrom (1888–1971)
- Albert Bruce Sabin (1906–1993)
- Arthur Meier Schlesinger (1917–2007)
- Carl Frederic Schmidt (1893–1988)
- Oscar Emil Schotte (1896–1990)
- Eli Shapiro (1916–2010)
- William Stevenson Smith (1907–1969)
- Bengt Georg Daniel Stromgren (1908–1987)
- Arthur Eugene Sutherland (1902–1973)
- Willard Long Thorp (1899–1992)
- Alfred Weber (1868–1958)
- Thomas Huckle Weller (1915–2008)
- Dilworth Wayne Woolley (1914–1966)